# Wordragen
Wordragen is een buurtschap in de Nederlandse provincie Gelderland, in de gemeente Maasdriel. Wordragen ligt tegen de noordzijde van Ammerzoden aan; het ligt in een boog om Ammerzoden heen. Wordragen bestaat uit drie straten, waarvan er twee langs een oude Maasloop gelegen zijn, waarvan de Meersloot het restant is. Deze sloot vormt de grens met Ammerzoden.

## Geschiedenis
De oudst bekende verwijzing naar Wordragen dateert uit de 13e eeuw. Toen lag de nederzetting vlak langs de Maas. Aangezien het dijkennetwerk van de Bommelerwaard bij het ontstaan van Wordragen nog niet voltooid was, en het gebied dus regelmatig met overstromingen te kampen had, werden de boerderijen op kunstmatige woonheuvels (woerden) gebouwd. De naam Wordragen verwijst hiernaar: een aaneengesloten reeks (rag) van woerden.

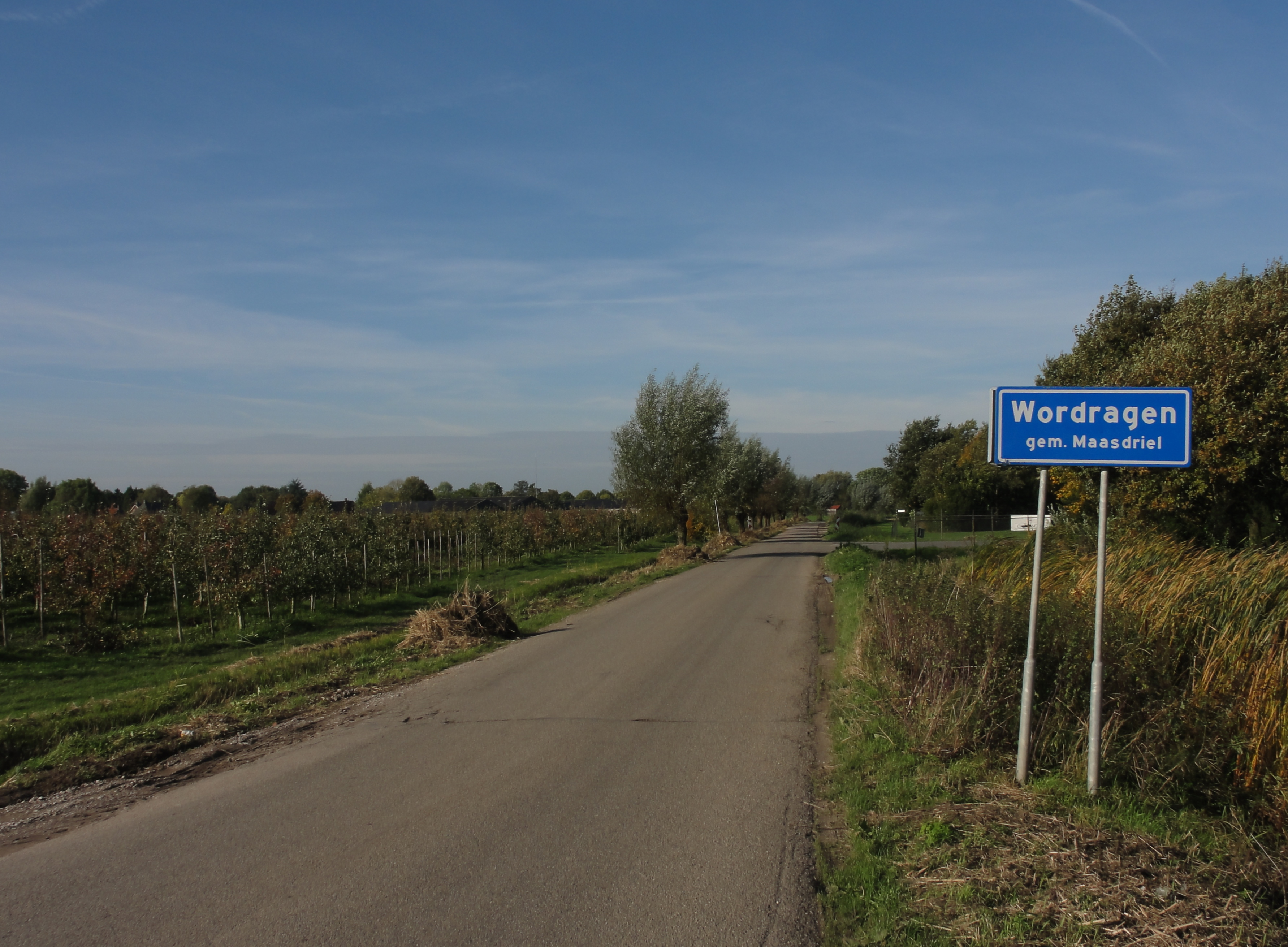
Wordragen

Wordragen valt sinds de middeleeuwen onder het gezag van de hoge heerlijkheid Ammerzoden, vanaf 1810 onder de gemeente Ammerzoden. Bij de gemeentelijke herindeling van 1999 werd de gemeente Ammerzoden opgeheven en ging het gebied deel uitmaken van de gemeente Maasdriel.
Dorpen: Alem · Ammerzoden · Hedel · Heerewaarden · Hoenzadriel · Hurwenen · Kerkdriel · Rossum · Velddriel · Well · Wellseind

Buurtschappen: Californië · Doorning · Rome · Sint Andries · Slijkwell · Veluwe · Voorne · Wordragen

Gelderland: Steden en dorpen in Gelderland      Nederland: Provincies · Gemeenten